# Шумм, Берндт
Берндт Шумм (нем. Bernd Schumm; 21 октября 1949) — немецкий футбольный тренер.

## Биография
Тренерскую карьеру начал в клубе «Мюнхен 1860». Затем он работал с рядом немецких и австрийских команд. По ходу 1999 года Шумм являлся наставником сборной Индонезии. Он руководил ей на Играх Юго-Восточной Азии в Брунее. На них индонезийцы завоевали бронзу, в поединке за третье место в серии пенальти переиграв Сингапур (0:0, 4:2).

## Достижения
- Бронзовый призер Игр Юго-Восточной Азии (1): 1999.